# Besseya
Besseya é um género botânico pertencente à família Plantaginaceae.
Tradicionalmente este gênero era classificado na família das    Scrophulariaceae.

## Sinonímia
Lunellia  Nieuwl.